# Gielau

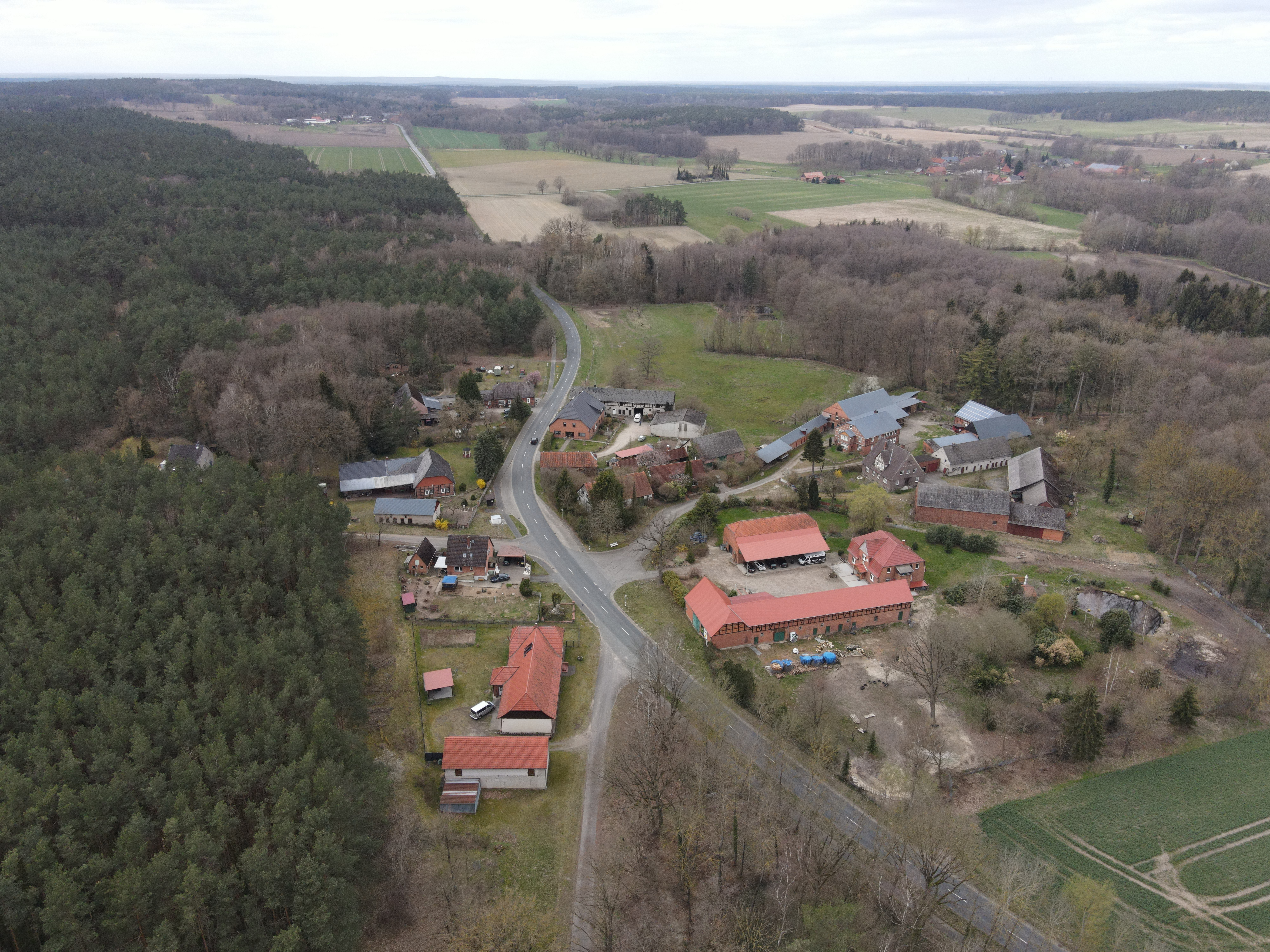
Gielau im April 2021 von Norden

Gielau ist ein Ortsteil der Gemeinde Schnega im Landkreis Lüchow-Dannenberg in Niedersachsen.
Das Dorf liegt südwestlich des Kernbereichs von Schnega unweit der südlich verlaufenden Landesgrenze zu Sachsen-Anhalt. Nördlich vom Ort fließt die Wustrower Dumme, ein linker Nebenfluss der Jeetzel.

## Geschichte
Am 1. Juli 1972 wurde Gielau in die Gemeinde Schnega eingegliedert.